# Richard McCray
Richard Alan McCray (24 novembre 1937 - 26 octobre 2021) est un astronome et astrophysicien américain ,.

## Biographie
McCray obtient son BS en physique de l'Université de Stanford en 1959 et son doctorat en physique en 1967 de l'Université de Californie à Los Angeles avec le directeur de thèse Peter Goldreich. McCray est chercheur à Caltech de 1967 à 1968, puis professeur adjoint à l'Université Harvard de 1968 à 1971. Au département des sciences astrophysiques et planétaires de l'Université du Colorado à Boulder, il est de 1971 à 1975 professeur associé, de 1975 à 1997 professeur titulaire, de 1997 à 2004 George Gamow Distinguished Professor Astrophysics, et de 2004 à 2013 professeur honoraire. Depuis 2013, il est chercheur invité à l'Université de Californie à Berkeley .
Il est chercheur invité au Goddard Space Flight Center de la NASA en 1983-1984, à l'Université de Pékin et de Nanjing à l'automne 1987, au Space Telescope Science Institute au printemps 1988, à l'Université Columbia en 1989-1990 et à l'Université de Californie, Berkeley au printemps 1997 .
Les recherches de McCray portent sur la théorie de la dynamique des gaz interstellaires et la théorie des sources de rayons X cosmiques. En particulier pour la dynamique des gaz interstellaires, il fait des recherches sur la formation de bulles interstellaires par les vents stellaires et sur les superbulles formées par de multiples explosions de supernova dans les disques de gaz galactiques. Ses recherches sur les sources de rayons X cosmiques portent, entre autres, sur le mécanisme de transformation de l'émission de rayons X dans le domaine optique et UV pour les étoiles à neutrons et les trous noirs. Il étudie et modélise l'évolution du spectre de SN1987A et, avec plusieurs collègues, fait des prédictions correctes sur les événements impliquant le système d'anneaux SN1987A. En plus des calculs théoriques et des simulations informatiques, il effectue des observations à l'aide du télescope spatial Hubble et de l'observatoire à rayons X Chandra .
Il est boursier Guggenheim pour l'année universitaire 1975-1976 . Il est élu en 1989 membre de l'Académie nationale des sciences et en 2004 membre de l'Association américaine pour l'avancement des sciences. En 1990, il reçoit le Prix Dannie-Heineman d'astrophysique .